# Марсель Десаї
Марсе́ль Десаї́ (фр. Marcel Desailly; нар. 7 вересня 1968 року, Аккра, Гана) — французький футболіст ганського походження, грав за клуби «Олімпік» Марсель, «Мілан», «Челсі» і збірну Франції. В складі збірної виграв чемпіонат світу 1998 і чемпіонат Європи 2000, на поточний момент завершив кар'єру гравця. Посол доброї волі ЮНІСЕФ від Гани.

## Кар'єра
Отримавши при народженні ім'я Оденке Аббей (англ. Odenke Abbey), Марсель змінив його після того, як його мати одружилася з французьким дипломатом та переїхала до Франції. Марсель почав кар'єру в «Нанті», підписавши перший професійний контракт у 1986. В 1992 Десаї перейшов до марсельського «Олімпіка» і наступного року виграв у його складі Лігу Чемпіонів. У фіналі французи переграли італійський «Мілан» — наступний клуб Десаї. В 1994 Марсель повторив успіх уже з новим клубом. Будучи гравцем «Мілану», він виграв також два «скудетто» — в сезонах 1993-94 і 1995-96.
Наступним клубом Десаї став англійський «Челсі», в якому він грав до кінця сезону 2003—2004. Після Євро-2004 він завершив кар'єру в національній команді, маючи на той час найбільшу кількість виступів за збірну Франції (116).
У 2004 Десаї поїхав до Катару, де ще два роки виступав у скромному місцевому чемпіонаті. Після цього Десаї завершив професійну кар'єру.

## Збірна Франції
Десаї дебютував у національній збірній у 1993 році, але гравцем основного складу став лише в 1996. Він був важливою ланкою команди, яка виграла світовий чемпіонат 1998 року. За два роки французи завоювали ще один титул, вигравши Євро-2000. По завершенні турніру Десаї став капітаном збірної — попередній капітан, Дідьє Дешам завершив кар'єру. У 2001 і 2003 роках збірна Франції виграла Кубок Конфедерацій.
У квітні 2003 Десаї встановив рекорд за кількістю виступів за збірну Франції. В цьому статусі він і завершив кар'єру після Євро-2004. Пізніше його рекорд був побитий Ліліаном Тюрамом під час ЧС-2006.

## Досягнення

### Збірна Франції
- Чемпіон світу: (1998)
- Чемпіон Європи: (2000)
- Володар Кубка Конфедерацій: (2001, 2003)

### «Олімпік»
- Чемпіон Франції: (1992/93) — у клубу відібрали титул чемпіона після скандалу з підкупом матчів
- Переможець Ліги Чемпіонів: (1992/93)

### «Мілан»
- Переможець Ліги Чемпіонів: (1993/94)
- Чемпіон Італії: (1993–94, 1995–96)
- Володар Суперкубка Європи: (1994)

### «Челсі»
- Володар Суперкубка УЄФА: (1998)
- Володар Кубка Англії: (1999/2000)
- Володар Суперкубка Англії: (2000)

### «Аль-Гарафа»
- Чемпіон Катару: (2004/05)

## Статистика виступів

### Статистика виступів за збірну
| Дата       | Місто             | Господарі         | Результат          | Гості             | Турнір                | Голи | Примітки |
| ---------- | ----------------- | ----------------- | ------------------ | ----------------- | --------------------- | ---- | -------- |
| 22/08/1993 | Стокгольм         | Швеція            | 1 – 1              | Франція           | Відбір до ЧС 1994     | -    |          |
| 8/09/1993  | Темпера           | Фінляндія         | 0 – 2              | Франція           | Відбір до ЧС 1994     | -    |          |
| 13/10/1993 | Париж             | Франція           | 2 – 3              | Ізраїль           | Відбір до ЧС 1994     | -    |          |
| 17/11/1993 | Софія             | Болгарія          | 2 – 1              | Франція           | Відбір до ЧС 1994     | -    |          |
| 16/02/1994 | Неаполь           | Італія            | 0 – 1              | Франція           | товариський матч      | -    |          |
| 22/03/1994 | Ліон              | Франція           | 3 – 1              | Чилі              | товариський матч      | -    |          |
| 29/05/1994 | Токіо             | Японія            | 1 – 4              | Франція           | товариський матч      | -    |          |
| 16/08/1994 | Бордо             | Франція           | 2 – 2              | Чехословаччина    | товариський матч      | -    |          |
| 8/10/1994  | Сент-Етьєн        | Франція           | 0 – 0              | Румунія           | Відбір до ЧЄ 1996     | -    |          |
| 16/11/1994 | Забже             | Польща            | 0 – 0              | Франція           | Відбір до ЧЄ 1996     | -    |          |
| 13/12/1994 | Трабзон           | Азербайджан       | 0 – 2              | Франція           | Відбір до ЧЄ 1996     | -    |          |
| 18/01/1995 | Лілль             | Франція           | 1 – 0              | Канада            | товариський матч      | -    |          |
| 29/03/1995 | Тель-Авів-Яфо     | Ізраїль           | 0 – 0              | Франція           | Відбір до ЧЄ 1996     | -    |          |
| 26/04/1995 | Нант              | Франція           | 4 – 0              | Словенія          | Відбір до ЧЄ 1996     | -    |          |
| 16/08/1995 | Париж             | Франція           | 1 – 1              | Польща            | Відбір до ЧЄ 1996     | -    |          |
| 6/09/1995  | Осер              | Франція           | 10 – 0             | Азербайджан       | Відбір до ЧЄ 1996     | 1    |          |
| 11/10/1995 | Бухарест          | Румунія           | 1 – 3              | Франція           | Відбір до ЧЄ 1996     | -    |          |
| 15/11/1995 | Загреб            | Хорватія          | 1 – 2              | Франція           | товариський матч      | -    |          |
| 24/01/1996 | Париж             | Франція           | 3 – 2              | Португалія        | товариський матч      | -    |          |
| 21/02/1996 | Відень            | Австрія           | 1 – 3              | Франція           | товариський матч      | -    |          |
| 29/05/1996 | Страсбург         | Франція           | 2 – 0              | Ірландія          | товариський матч      | -    |          |
| 1/06/1996  | Гельзенкірхен     | Німеччина         | 0 – 1              | Франція           | товариський матч      | -    |          |
| 5/06/1996  | Бордо             | Франція           | 2 – 0              | Камерун           | товариський матч      | -    |          |
| 10/06/1996 | Ньюкасл-апон-Тайн | Румунія           | 0 – 1              | Франція           | ЧЄ 1996 - 1-й етап    | -    |          |
| 15/06/1996 | Лідс              | Франція           | 1 – 1              | Іспанія           | ЧЄ 1996 - 1-й етап    | -    |          |
| 18/06/1996 | Ньюкасл-апон-Тайн | Франція           | 3 – 1              | Болгарія          | ЧЄ 1996 - 1-й етап    | -    |          |
| 22/06/1996 | Ліверпуль         | Нідерланди        | 0 – 0 (4 - 5 п.п.) | Франція           | ЧЄ 1996 - 1/8 фіналу  | -    |          |
| 26/06/1996 | Манчестер         | Чехословаччина    | 0 – 0 (6 - 5 п.п.) | Франція           | ЧЄ 1996 - чвертьфінал | -    |          |
| 31/08/1996 | Париж             | Франція           | 2 – 0              | Мексика           | товариський матч      | -    |          |
| 9/11/1996  | Копенгаген        | Данія             | 1 – 0              | Франція           | товариський матч      | -    |          |
| 22/01/1997 | Ріо-де-Жанейро    | Бразилія          | 0 – 2              | Франція           | товариський матч      | -    |          |
| 26/02/1997 | Аккра             | Гана              | 1 – 2              | Франція           | товариський матч      | -    |          |
| 2/04/1997  | Париж             | Франція           | 1 – 0              | Швеція            | товариський матч      | -    |          |
| 3/06/1997  | Ліон              | Франція           | 1 – 0              | Туреччина         | товариський матч      | -    |          |
| 11/06/1997 | Париж             | Франція           | 2 – 2              | Італія            | товариський матч      | -    |          |
| 11/10/1997 | Бордо             | Франція           | 2 – 1              | ПАР               | товариський матч      | -    |          |
| 12/11/1997 | Сен-Дені          | Франція           | 2 – 1              | Англія            | товариський матч      | -    |          |
| 22/01/1998 | Алжир             | Алжир             | 1 – 2              | Франція           | товариський матч      | -    |          |
| 28/01/1998 | Сен-Дені          | Франція           | 1 – 0              | Іспанія           | товариський матч      | -    |          |
| 25/02/1998 | Осло              | Норвегія          | 3 – 3              | Франція           | товариський матч      | 1    |          |
| 25/03/1998 | Париж             | Франція           | 2 – 0              | США               | товариський матч      | -    |          |
| 27/05/1998 | Брюссель          | Бельгія           | 1 – 0              | Франція           | товариський матч      | -    |          |
| 5/06/1998  | Розарій           | Аргентина         | 0 – 1              | Франція           | товариський матч      | -    |          |
| 8/06/1998  | Шкодер (місто)    | Албанія           | 2 – 2              | Франція           | товариський матч      | -    |          |
| 12/06/1998 | Марсель           | Франція           | 3 – 0              | ПАР               | ЧС 1998 - 1-й етап    | -    |          |
| 18/06/1998 | Сен-Дені          | Франція           | 4 – 0              | Саудівська Аравія | ЧС 1998 - 1-й етап    | -    |          |
| 24/06/1998 | Ліон              | Данія             | 1 – 2              | Франція           | ЧС 1998 - 1-й етап    | -    |          |
| 28/06/1998 | Ланс              | Франція           | 1 – 0              | Парагвай          | ЧС 1998 - 1/8 фіналу  | -    |          |
| 3/07/1998  | Сен-Дені          | Італія            | 0 – 0 (4 - 3 п.п.) | Франція           | ЧС 1998 - чвертьфінал | -    |          |
| 8/07/1998  | Сен-Дені          | Франція           | 2 – 1              | Хорватія          | ЧС 1998 - півфінал    | -    |          |
| 12/07/1998 | Сен-Дені          | Бразилія          | 0 – 3              | Франція           | ЧС 1998 - Фінал       | -    |          |
| 10/10/1998 | Париж             | Франція           | 3 – 2              | Мексика           | товариський матч      | -    |          |
| 20/01/1999 | Касабланка        | Марокко           | 0 – 1              | Франція           | товариський матч      | -    |          |
| 10/02/1999 | Лондон            | Франція           | 2 – 0              | Кот-д'Івуар       | товариський матч      | -    |          |
| 12/03/1999 | Бордо             | Франція           | 1 – 1              | Німеччина         | товариський матч      | -    |          |
| 27/03/1999 | Сен-Дені          | Франція           | 0 – 0              | Україна           | товариський матч      | -    |          |
| 31/03/1999 | Сен-Дені          | Франція           | 2 – 0              | Вірменія          | Відбір до ЧЄ 2000     | -    |          |
| 5/06/1999  | Москва            | Росія             | 3 – 2              | Франція           | Відбір до ЧЄ 2000     | -    |          |
| 9/06/1999  | Барселона         | Іспанія           | 1 – 2              | Франція           | Відбір до ЧЄ 2000     | -    |          |
| 18/08/1999 | Белфаст           | Північна Ірландія | 0 – 1              | Франція           | товариський матч      | -    |          |
| 4/09/1999  | Київ              | Україна           | 0 – 0              | Франція           | Відбір до ЧЄ 2000     | -    |          |
| 8/09/1999  | Єреван            | Вірменія          | 2 – 3              | Франція           | Відбір до ЧЄ 2000     | -    |          |
| 9/10/1999  | Сен-Дені          | Франція           | 1 – 0              | Сенегал           | товариський матч      | -    |          |
| 13/11/1999 | Загреб            | Хорватія          | 0 – 3              | Франція           | товариський матч      | -    |          |
| 23/02/2000 | Марсель           | Франція           | 1 – 0              | Польща            | товариський матч      | -    |          |
| 29/03/2000 | Чикаго            | США               | 0 – 2              | Франція           | товариський матч      | -    |          |
| 28/05/2000 | Тулуза            | Франція           | 1 – 0              | Уельс             | товариський матч      | -    |          |
| 4/06/2000  | Гонконг           | Гонконг           | 2 – 2              | Франція           | товариський матч      | -    |          |
| 6/06/2000  | Ніцца             | Франція           | 4 – 1              | Колумбія          | товариський матч      | -    |          |
| 11/06/2000 | Брюгге            | Франція           | 3 – 0              | Данія             | ЧЄ 2000 - 1-й етап    | -    |          |
| 16/06/2000 | Брюгге            | Чехословаччина    | 1 – 2              | Франція           | ЧЄ 2000 - 1-й етап    | -    |          |
| 21/06/2000 | Амстердам         | Нідерланди        | 3 – 2              | Франція           | ЧЄ 2000 - 1-й етап    | -    |          |
| 25/06/2000 | Брюгге            | Франція           | 2 – 1              | Іспанія           | ЧЄ 2000 - чвертьфінал | -    |          |
| 28/06/2000 | Брюссель          | Португалія        | 1 – 2              | Франція           | ЧЄ 2000 - півфінал    | -    |          |
| 2/07/2000  | Роттердам         | Франція           | 2 – 1              | Італія            | ЧЄ 2000 - Фінал       | -    |          |
| 16/08/2000 | Марсель           | Франція           | 4 – 1              | Мальта            | товариський матч      | -    |          |
| 2/09/2000  | Сен-Дені          | Франція           | 1 – 1              | Аргентина         | товариський матч      | -    |          |
| 4/10/2000  | Париж             | Франція           | 1 – 1              | Того              | товариський матч      | -    |          |
| 7/10/2000  | Йоганнесбург      | ПАР               | 0 – 0              | Франція           | товариський матч      | -    |          |
| 15/11/2000 | Стамбул           | Туреччина         | 0 – 4              | Франція           | товариський матч      | -    |          |
| 27/02/2001 | Сент-Етьєн        | Франція           | 1 – 0              | Німеччина         | товариський матч      | -    |          |
| 24/03/2001 | Лілль             | Франція           | 5 – 0              | Японія            | товариський матч      | -    |          |
| 28/03/2001 | Валенсія          | Іспанія           | 2 – 1              | Франція           | товариський матч      | -    |          |
| 25/04/2001 | Бордо             | Франція           | 4 – 0              | Болівія           | товариський матч      | -    |          |
| 30/05/2001 | Тегу              | Франція           | 5 – 0              | Південна Корея    | Кубок Конфедерацій    | -    |          |
| 3/06/2001  | Ульсан            | Мексика           | 0 – 4              | Франція           | Кубок Конфедерацій    | -    |          |
| 7/06/2001  | Сувон             | Франція           | 2 – 1              | Бразилія          | Кубок Конфедерацій    | 1    |          |
| 10/06/2001 | Йокогама          | Японія            | 0 – 1              | Франція           | Кубок Конфедерацій    | -    |          |
| 15/08/2001 | Нант              | Франція           | 1 – 0              | Ямайка            | товариський матч      | -    |          |
| 1/09/2001  | Сантьяго          | Чилі              | 1 – 2              | Франція           | товариський матч      | -    |          |
| 6/10/2001  | Бордо             | Франція           | 4 – 1              | Індія             | товариський матч      | -    |          |
| 11/11/2001 | Мельбурн          | Австралія         | 1 – 1              | Франція           | товариський матч      | -    |          |
| 13/02/2002 | Бухарест          | Румунія           | 1 – 2              | Франція           | товариський матч      | -    |          |
| 27/03/2002 | Лілль             | Франція           | 1 – 0              | Угорщина          | товариський матч      | -    |          |
| 17/04/2002 | Сен-Дені          | Франція           | 0 – 0              | Словенія          | товариський матч      | -    |          |
| 18/05/2002 | Софія             | Болгарія          | 2 – 1              | Франція           | товариський матч      | -    |          |
| 26/05/2002 | Асунсьйон         | Парагвай          | 2 – 2              | Франція           | товариський матч      | -    |          |
| 31/05/2002 | Сеул              | Південна Корея    | 1 – 0              | Франція           | ЧС 2002 - 1-й етап    | -    |          |
| 6/06/2002  | Пусан             | Франція           | 0 – 0              | Уругвай           | ЧС 2002 - 1-й етап    | -    |          |
| 11/06/2002 | Інчхон            | Данія             | 2 – 0              | Франція           | ЧС 2002 - 1-й етап    | -    |          |
| 21/08/2002 | Радес             | Туніс             | 1 – 1              | Франція           | товариський матч      | -    |          |
| 7/09/2002  | Нікосія           | Кіпр              | 1 – 2              | Франція           | Відбір до ЧЄ 2004     | -    |          |
| 12/10/2002 | Париж             | Франція           | 5 – 0              | Словенія          | Відбір до ЧЄ 2004     | -    |          |
| 16/10/2002 | Валлетта          | Мальта            | 0 – 4              | Франція           | Відбір до ЧЄ 2004     | -    |          |
| 20/11/2002 | Марсель           | Франція           | 3 – 0              | Югославія         | товариський матч      | -    |          |
| 12/02/2003 | Сен-Дені          | Франція           | 0 – 2              | Венесуела         | товариський матч      | -    |          |
| 30/04/2003 | Сен-Дені          | Франція           | 5 – 0              | Польща            | товариський матч      | -    |          |
| 14/05/2003 | Ніцца             | Франція           | 2 – 0              | Угорщина          | товариський матч      | -    |          |
| 18/06/2003 | Ліон              | Франція           | 1 – 0              | Сінгапур          | Кубок Конфедерацій    | -    |          |
| 22/06/2003 | Бордо             | Франція           | 5 – 0              | Нова Зеландія     | Кубок Конфедерацій    | -    |          |
| 26/06/2003 | Сен-Дені          | Туреччина         | 2 – 3              | Франція           | Кубок Конфедерацій    | -    |          |
| 29/06/2003 | Сен-Дені          | Франція           | 1 – 0              | Камерун           | Кубок Конфедерацій    | -    |          |
| 20/08/2003 | Женева            | Швейцарія         | 0 – 2              | Франція           | товариський матч      | -    |          |
| 6/09/2003  | Дублін            | Ірландія          | 1 – 3              | Франція           | товариський матч      | -    |          |
| 10/09/2003 | Любляна           | Словенія          | 0 – 2              | Франція           | товариський матч      | -    |          |
| 22/10/2003 | Порту             | Португалія        | 1 – 1              | Франція           | товариський матч      | -    |          |
| 3/11/2003  | Доха              | Катар             | 0 – 8              | Франція           | товариський матч      | -    |          |
| 17/12/2003 | Ліон              | Франція           | 2 – 1              | США               | товариський матч      | -    |          |
| 28/05/2004 | Монпельє          | Франція           | 4 – 0              | Андорра           | товариський матч      | -    |          |
| 17/06/2004 | Лейрія            | Хорватія          | 2 – 2              | Франція           | ЧЄ 2004 - 1-й етап    | -    |          |
| Усього     |                   | Матчів            | 116                |                   | Голів                 | 3    |          |

## Громадська позиція
У травні 2018 підписав лист із вимогою звільнити ув'язненого у Росії українського режисера Олега Сенцова.